# Nitrato di bismuto
Il nitrato di bismuto è il sale di bismuto dell'acido nitrico.
A temperatura ambiente si presenta come un solido bianco dall'odore tenue di acido nitrico. Può cristallizzare come pentaidrato  (avente formula Bi(NO3)3 · 5H2O).